# Rola
Streptopelia é um género de aves columbiformes, onde se classificam diversas espécies de rola.

## Características
As rolas do género Streptopelia são aves de médio porte, com comprimentos entre 25 a 35 cm. A plumagem é geralmente cinzenta, com tons acastanhados ou púrpura em algumas espécies.

## Espécies
- Rola-comum ou rola-brava, Streptopelia turtur
- Rola-escura ou rola-de-peito-rosa, Streptopelia lugens
- Rola-camaronesa, Streptopelia hypopyrrha
- Rola-oriental, Streptopelia orientalis
- Rola-das-sundas, Streptopelia bitorquata
- Rola-de-colar-filipina, Streptopelia dusumieri
- Rola-turca, Streptopelia decaocto
- Rola-de-colar-birmanesa, Streptopelia xanthocycla
- Rola-rosada, Streptopelia roseogrisea
- Rola-de-reichenow, Streptopelia reichenowi
- Rola-gemedora, Streptopelia decipiens
- Rola-d'olho-vermelho, Streptopelia semitorquata
- Rola-do-cabo, Streptopelia capicola
- Rola-vinosa, Streptopelia vinacea
- Rola-birmanesa, Streptopelia tranquebarica

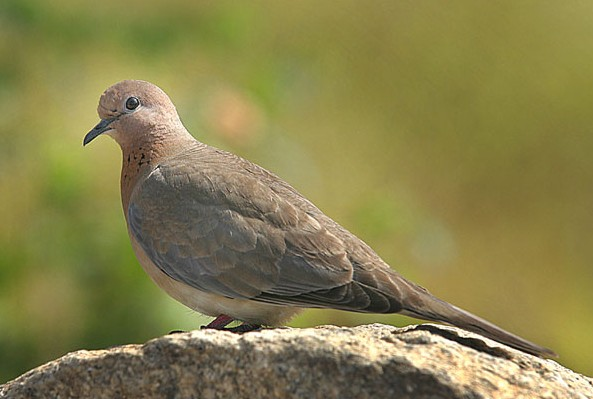
Rola-do-senegal
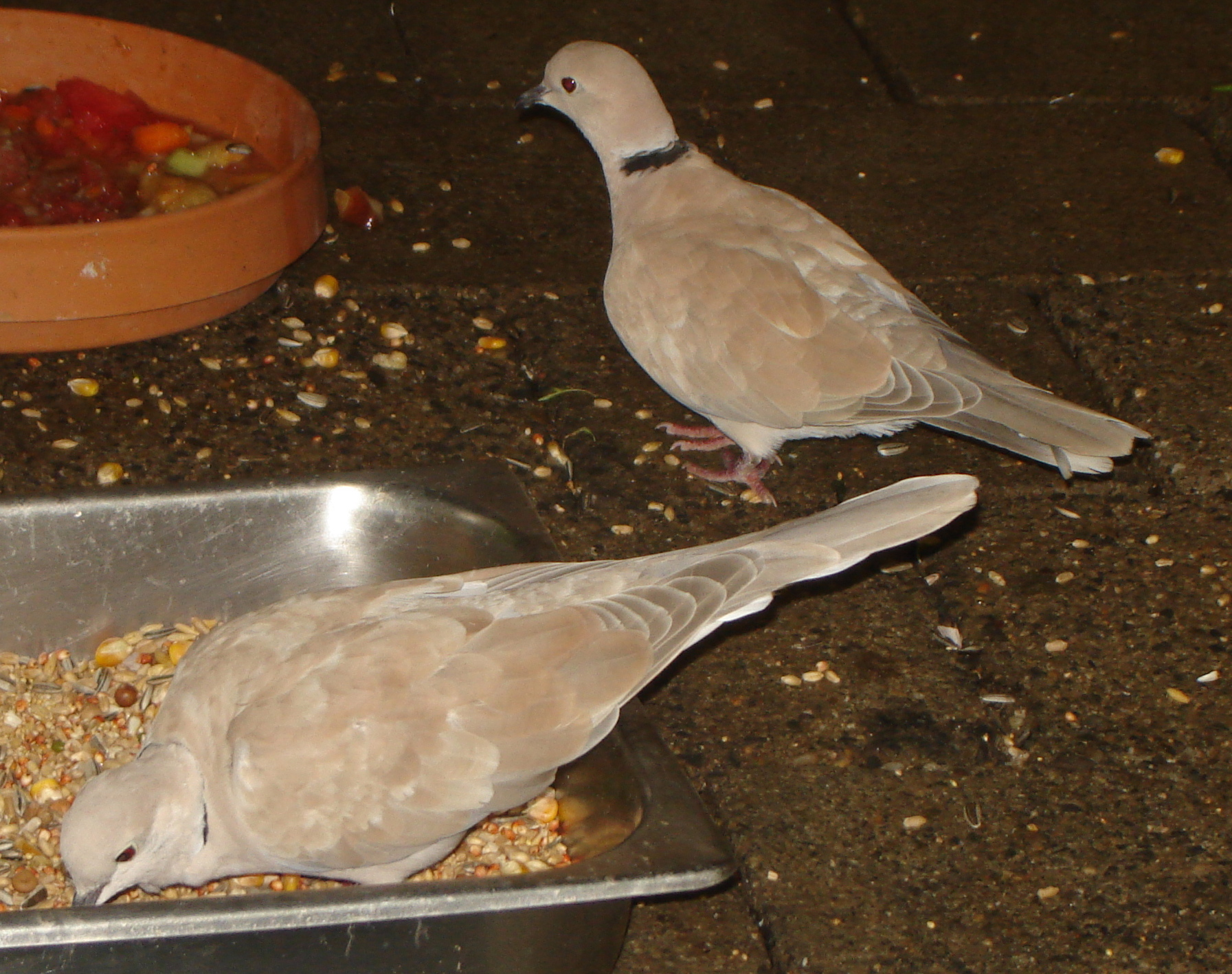
Streptopelia risoria
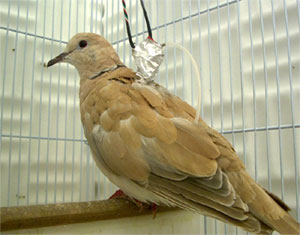
Rola-mansa
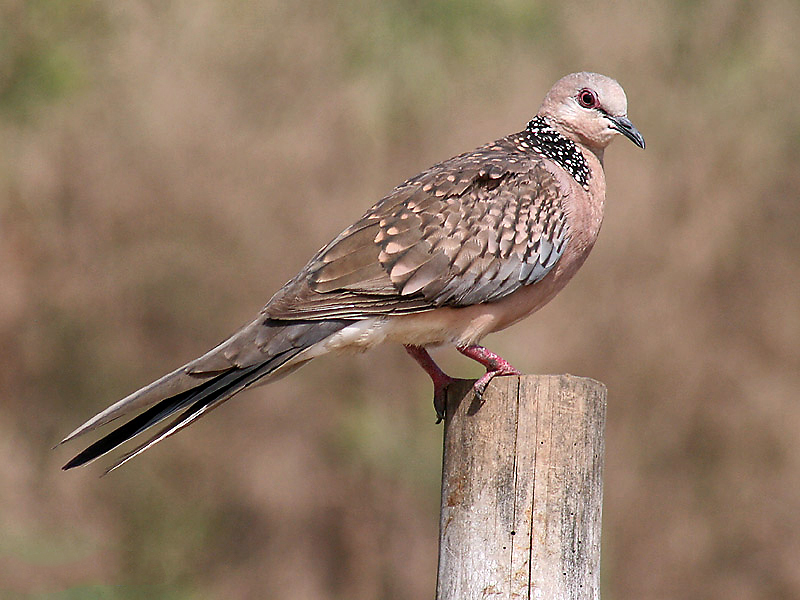
Streptopelia chinensis
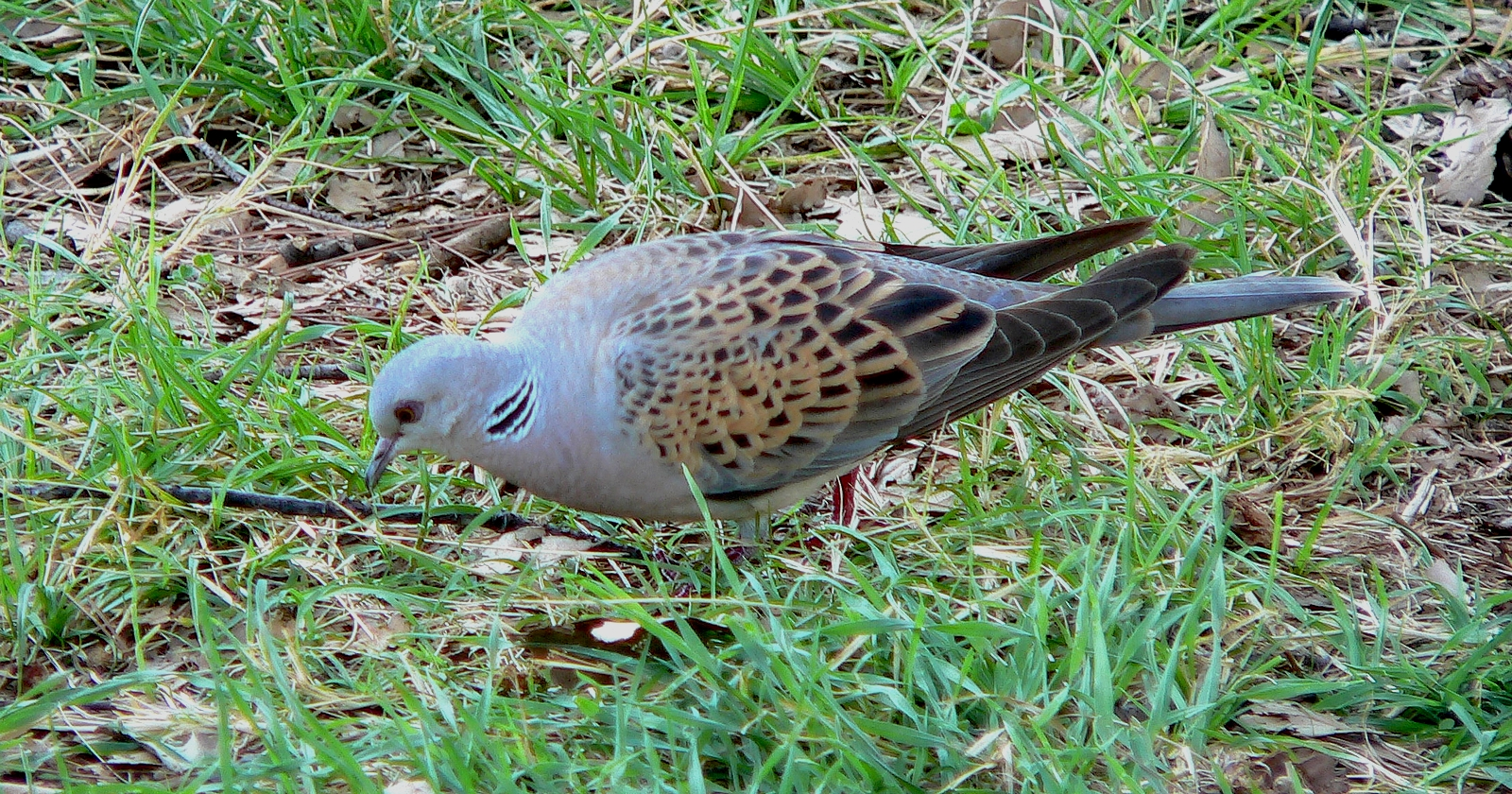
Rola-comum
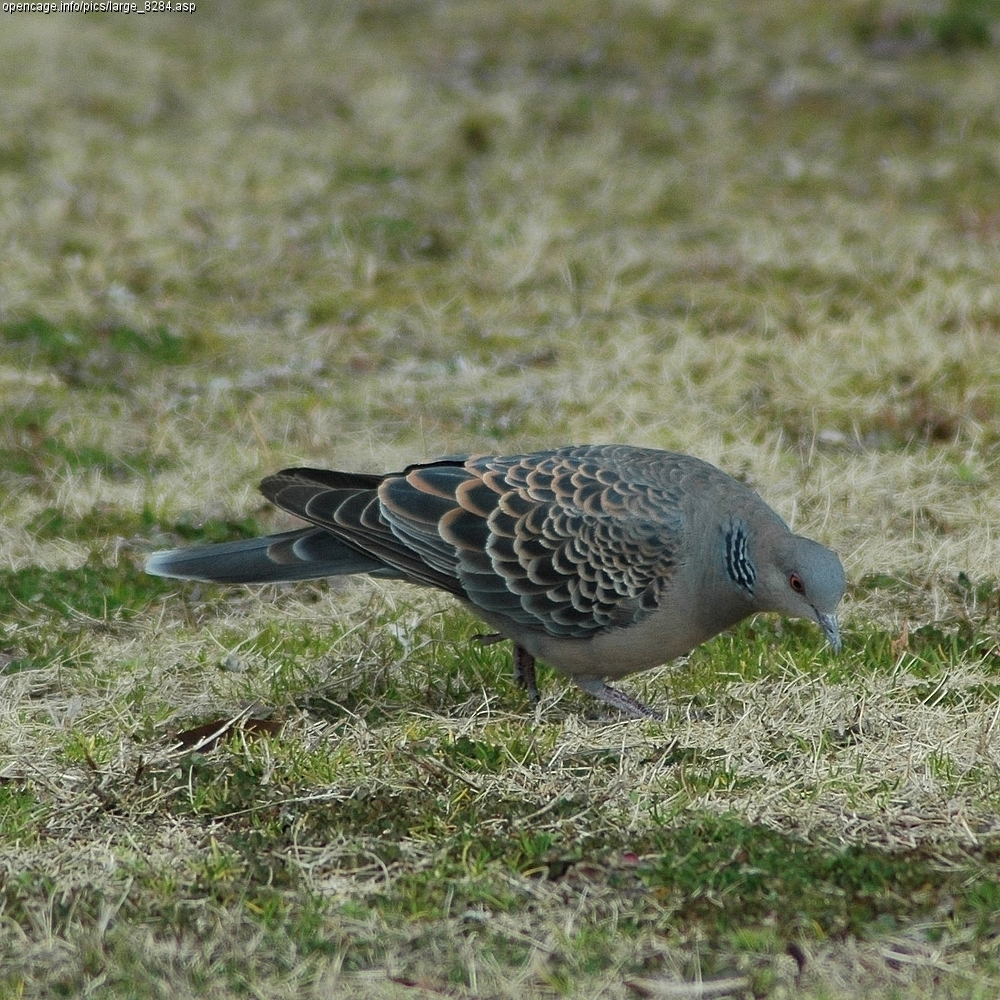
Rola-oriental
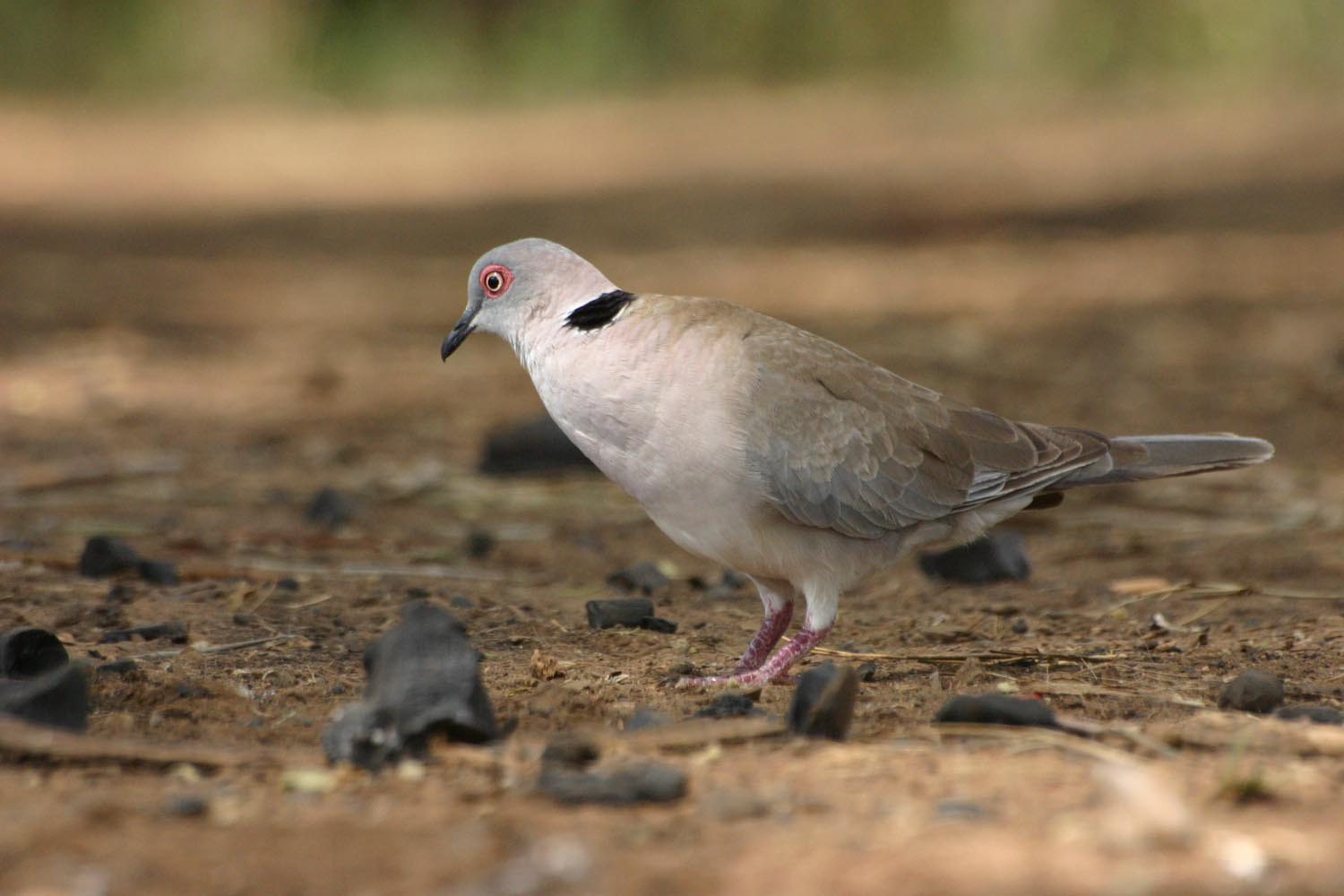
Rola-gemedora
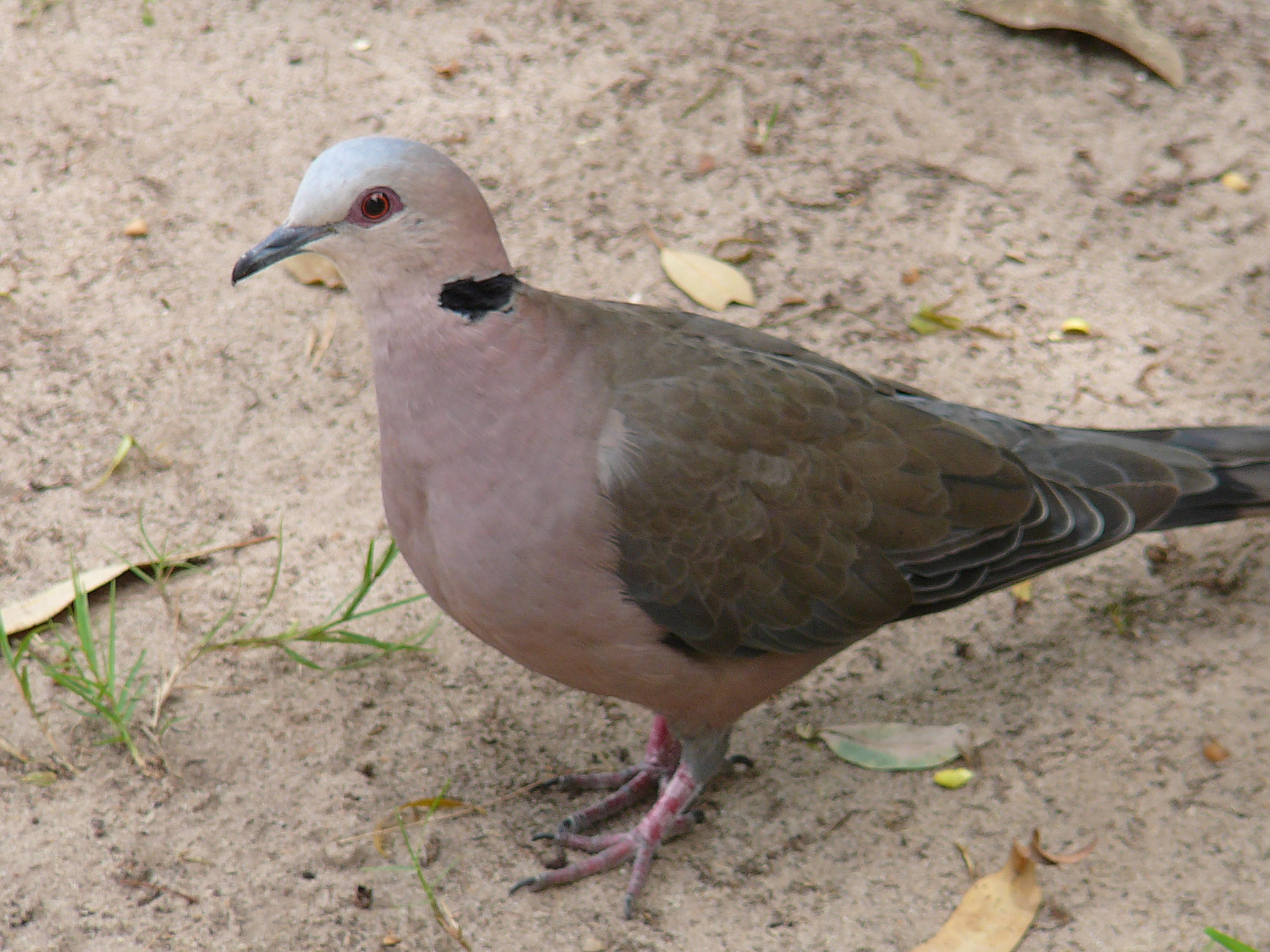
Rola-dos-olhos-vermelhos
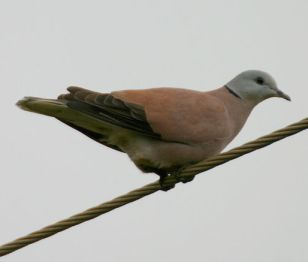
Streptopelia tranquebarica
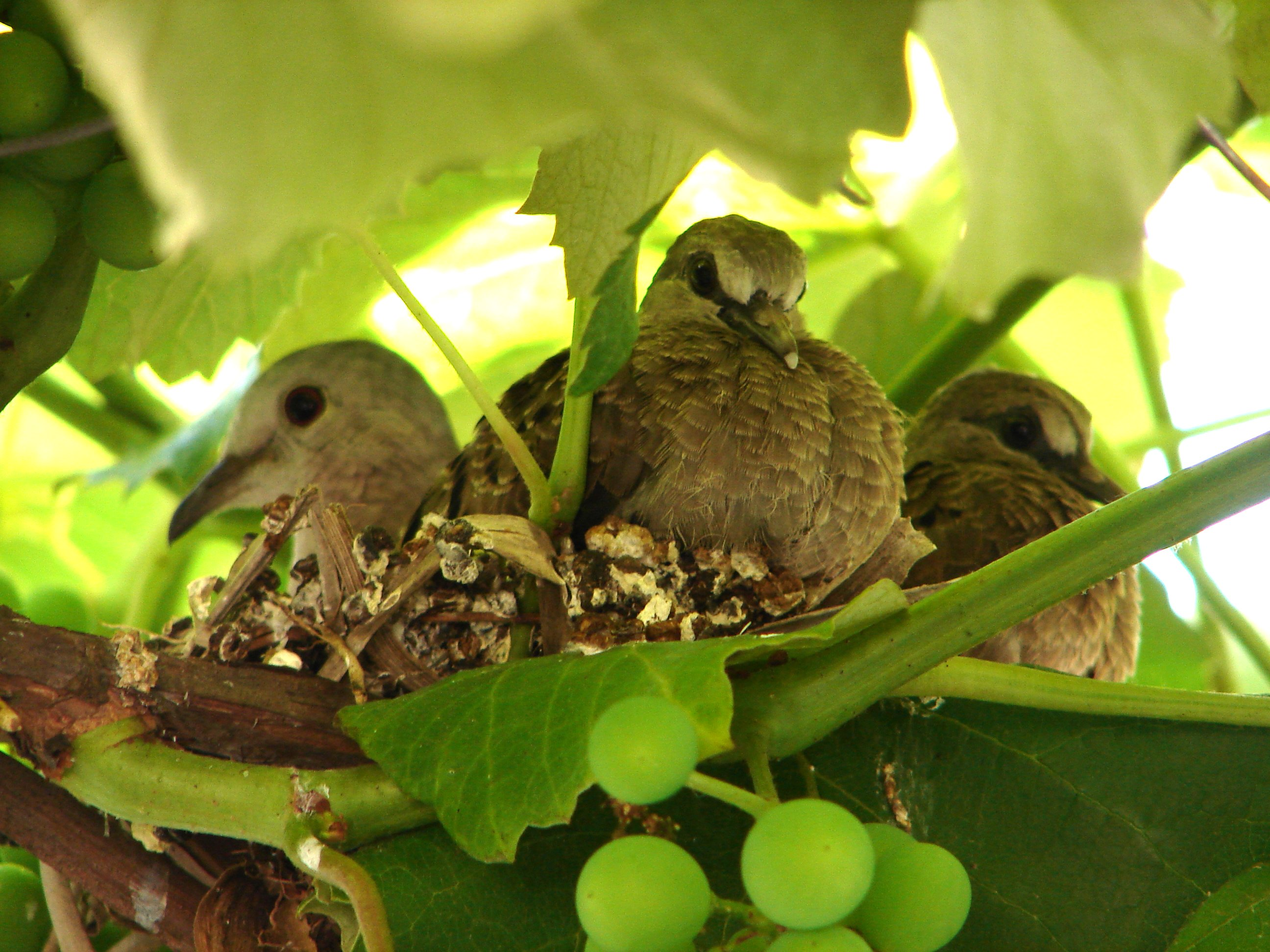
Rola em Porto Alegre - RS